# Vickers Type 123
El Vickers Type 123 fue un caza biplano monoplaza británico de los años 20 del siglo xx, diseñado y construido por Vickers Limited como proyecto privado. El único Type 123 fue más tarde modificado en el Type 141, pero, al no recibirse pedidos, fue desguazado en 1930.

## Diseño y desarrollo

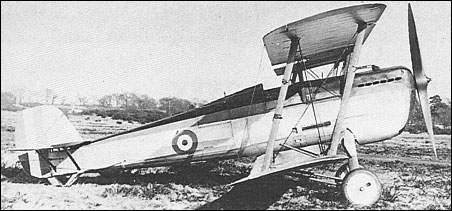
Vickers 141.

El Type 123 era un biplano convencional propulsado por un motor Hispano-Suiza T52 (Hispano 12 Jb) de 298 kW (400 hp), construido en el Weybridge Aerodrome en 1926. Fue registrado como G-EBNQ en febrero de 1926 y voló por primera vez el 11 de septiembre del mismo año. En 1927 fue equipado con un motor Rolls-Royce F.XI de 358 kW (480 hp) y fue redesignado como Type 141. Tomó parte sin éxito en una competición de adquisición de un caza del Ministerio del Aire en enero de 1928. Más tarde, fue modificado como caza de la flota para cubrir la Especificación 21/26 y llevó a cabo pruebas en el HMS Furious en junio de 1929. Sin conseguir ningún pedido, el avión fue desguazado en 1930.

## Variantes
Type 123
Prototipo de caza biplano con motor Hispano-Suiza T52, uno construido.
Type 141
Type 123 modificado con un motor Rolls-Royce F.XI, uno modificado.

## Especificaciones (Type 123)
Referencia datos: Jackson

### Características generales
- Tripulación: Uno (piloto)
- Longitud: 9 m (29,5 ft)
- Envergadura: 10,4 m (34 ft)
- Altura: 2,8 m (9,3 ft) [3]
- Superficie alar: 31,2 m² (335,8 ft²)[3]
- Peso vacío: 1033 kg (2276,7 lb)
- Peso cargado: 1497 kg (3299,4 lb)
- Planta motriz: 1× motor lineal V-12 refrigerado por líquido Hispano-Suiza T52.
  - Potencia: 300 kW (414 HP; 408 CV)

### Rendimiento
- Velocidad máxima operativa (Vno): 240 km/h (149 MPH; 130 kt) a 3000 m (10 000 pies)
- Tiempo a altitud: 6,6 min para 3000 m (10 000 pies)[3]

### Armamento
- Ametralladoras: 

  - 2x Vickers de 7,7 mm en carenados laterales del fuselaje

## Aeronaves relacionadas

### Secuencias de designación
- Secuencia Numérica (interna de Vickers): ← 120 - 121 - 122 - 123 - 124 - 125 - 127 -- 134 - 138 - 139 - 141 - 142 - 143 - 145 →